# Микуш, Юрай (1988)
Юра́й Ми́куш (словац. Juraj Mikuš; род. 30 ноября 1988, Тренчин, Западно-Словацкий край) — словацкий хоккеист, защитник клуба Чешской экстралиги «Витковице».

## Карьера
С 2006 по 2009 год играл в словацком клубе «Дукла» из Тренчина. 3 сезона провёл в АХЛ, выступая за «Торонто Марлис», который является фарм-клубом «Торонто Мейпл Лифс». В АХЛ сыграл в 200 матчах, записав на свой счёт 51(12+39) очко.
С 2012 года является игроком пражского хоккейного клуба «Лев». Дебютировал 10 сентября в матче против донецкого «Донбасса». Дебютную шайбу забросил первого октября в матче против екатеринбургского «Автомобилиста».

## Статистика
| Легенда | Легенда                    | Легенда | Легенда                   | Легенда | Легенда    |
| ------- | -------------------------- | ------- | ------------------------- | ------- | ---------- |
| И       | Количество проведённых игр | Штр     | Штрафное время            | +/−     | Плюс-минус |
| Г       | Голы                       | П       | Голевые передачи          | О       | Очки       |
| -       | Статистика неизвестна      | —       | Статистика не учитывалась |         |            |

## Достижения
Командные
| Год  | Команда           | Достижение                                        | Достижение |
| ---- | ----------------- | ------------------------------------------------- | ---------- |
| 2007 | Дукла Тренчин U20 | Серебряный призёр молодёжного чемпионата Словакии |            |
| 2016 | Спарта Прага      | Серебряный призёр чемпионата Чехии                |            |